# Suspensión Panhard

Esquema de la disposición de una barra Panhard

Una barra Panhard o barra de guiado es un mecanismo de guiado lateral, auxiliar del sistema de suspensión, que sirve para evitar desplazamientos laterales de un eje. Ideada por el constructor de automóviles francés Panhard a comienzos del siglo XX, este dispositivo ha sido ampliamente utilizado desde entonces.

## Visión general
El propósito de la suspensión de un automóvil es permitir el movimiento vertical de las ruedas respecto al chasis del vehículo. Por tanto los desplazamientos longitudinales como los laterales son movimientos parásitos que deben restringirse en la medida de lo posible. 
La barra Panhard es el más sencillo de los mecanismos de guiado lateral, cuya función es restringir el movimiento del eje hacia los lados.  Normalmente no se utiliza con suspensiones de ballesta (con suficiente rigidez lateral), sino con suspensiones de muelles helicoidales en las que los muelles no tienen ninguna capacidad portante ni de guiado. En este tipo de ejes rígidos sin ballestas -transmisiones semihotchkiss, una serie de brazos se ocupan de guiar el puente, utilizándose la barra Panhard para evitar su desplazamiento lateral, junto con brazos tirados que lo guían longitudinalmente. A diferencia de los brazos de suspensión propiamente dichos, que también pueden controlar los desplazamientos del eje, la barra Panhard no asume la carga de la suspensión.
Consta únicamente de una barra rígida coplanaria con el eje, que conecta uno de los extremos del eje a un punto del chasis situado en el lado opuesto del vehículo. La barra se sujeta a dos pivotes que permiten únicamente el desplazamiento hacia arriba y hacia abajo de sus extremos, de modo que el eje solo puede moverse en el plano vertical. Este sistema no es eficaz para limitar el movimiento longitudinal del eje, por lo que normalmente se utiliza en combinación con brazos tirados longitudinales.

## Ventajas y desventajas

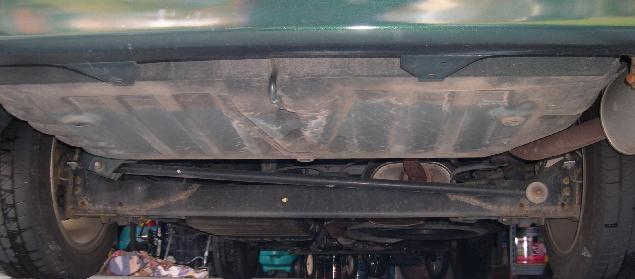
Eje de palanca torsional y barra Panhard en un Mazda MPV del año 2002

La principal ventaja de la barra Panhard es su simplicidad. Su desventaja más importante es que el eje tiene que describir necesariamente un movimiento en arco, con el radio igual a la longitud de la barra Panhard. Si la barra es demasiado corta, permite un movimiento excesivo tanto entre el eje y el chasis como en el recorrido de los muelles de suspensión. Por lo tanto, la barra Panhard es menos deseable en coches pequeños que en los más grandes. Sistemas similares que reducen drásticamente este problema son el mecanismo de Watt y el mecanismo de Scott Russell.

## Aplicaciones
Las barras Panhard se utilizan para el guiado lateral de suspensiones dependientes, especialmente en ejes rígidos, bien en vehículos todo terreno en los que prima la robustez sobre el comportamiento como el Land Rover Defender en ambos trenes, bien en el eje trasero de vehículos de tracción delantera y corte económico como el Chevrolet Spark.

## Otros mecanismos de guiado lateral
La barra Panhard es un mecanismo simple que puede ser instalado y modificado fácilmente por lo que pese a sus inconvenientes se sigue utilizando en vehículos SUV.
El resto de sistemas comúnmente utilizados para este fin resuelven la imperfección geométrica de la barra Panhard mediante mecanismos articulados más o menos complejos: Watt (p.e Rover SD1) o de Scott Rusell (p.e Nissan Almera), o los sistemas de posicionamiento basados en bieletas oblicuas (p.e Seat 132), triángulos anclados al eje (p. e Renault 12) o al diferencial (p.e Alfa Romeo Giulia (1962)), o mecanismos de rueda y carril (p.e Pegaso Z-102).